# 河野齢蔵
河野 齢蔵（こうの れいぞう、元治2年2月8日（1865年3月5日） - 昭和14年（1939年）4月3日）は高山植物学の権威、教育家、山岳写真家の草分け。河野常吉は実兄、著述家の河野義行は孫娘の夫にあたる。

## 経歴
信濃国安曇郡犬飼新田村（現長野県松本市島内）に庄屋を務めた河野通重の四男として生まれる。1889年長野師範学校卒業。上水内学校訓導を命ぜられ、1890年に大町小学校長となる。
1897年長野師範教諭、同年長野高等女学校教諭、1902年下伊那高等女学校教諭などを経て、1906年長野県諏訪高等女学校、長野県松本女子師範学校などの教頭、1913年上伊那農学校校長、1916年長野高等女学校校長、1922年諏訪高等女学校校長などを歴任した。
1892年年ころから教職の傍ら、植物の研究に勤しみ、北アルプスや八ヶ岳、北海道・千島列島・樺太の山に登山をし、高山植物の研究の傍ら山岳写真を撮影。山岳に関する多くの論考を学術雑誌に掲載し、近代登山の隆盛に資した。1906年に信濃博物会を結成、1910年に信濃山岳会を発足させ副会長となる。

## 著書
- 「高山植物の研究」（岩波書店）1917
- 『高山研究』岩波書店 1927
- 『日本アルプス』信濃郷土文化普及会 信濃郷土叢書 1929
- 「日本高山植物圖説」（朋文堂）1931
- 「高山植物の培養」（朋文堂）1934

### 共著
- 『普通理科教科書 理化学及礦物之部』矢澤米三郎共著　帝国通信講習会 1901
- 『日本アルプス登山案内』矢沢米三郎共著　岩波書店 1923
- 『動物教科書教授精説 女子用』浜幸次郎共著　光風館書店 1928

## 参考
- 「長野師範人物誌」信濃教育会編、1986年